# Hegningarhúsið

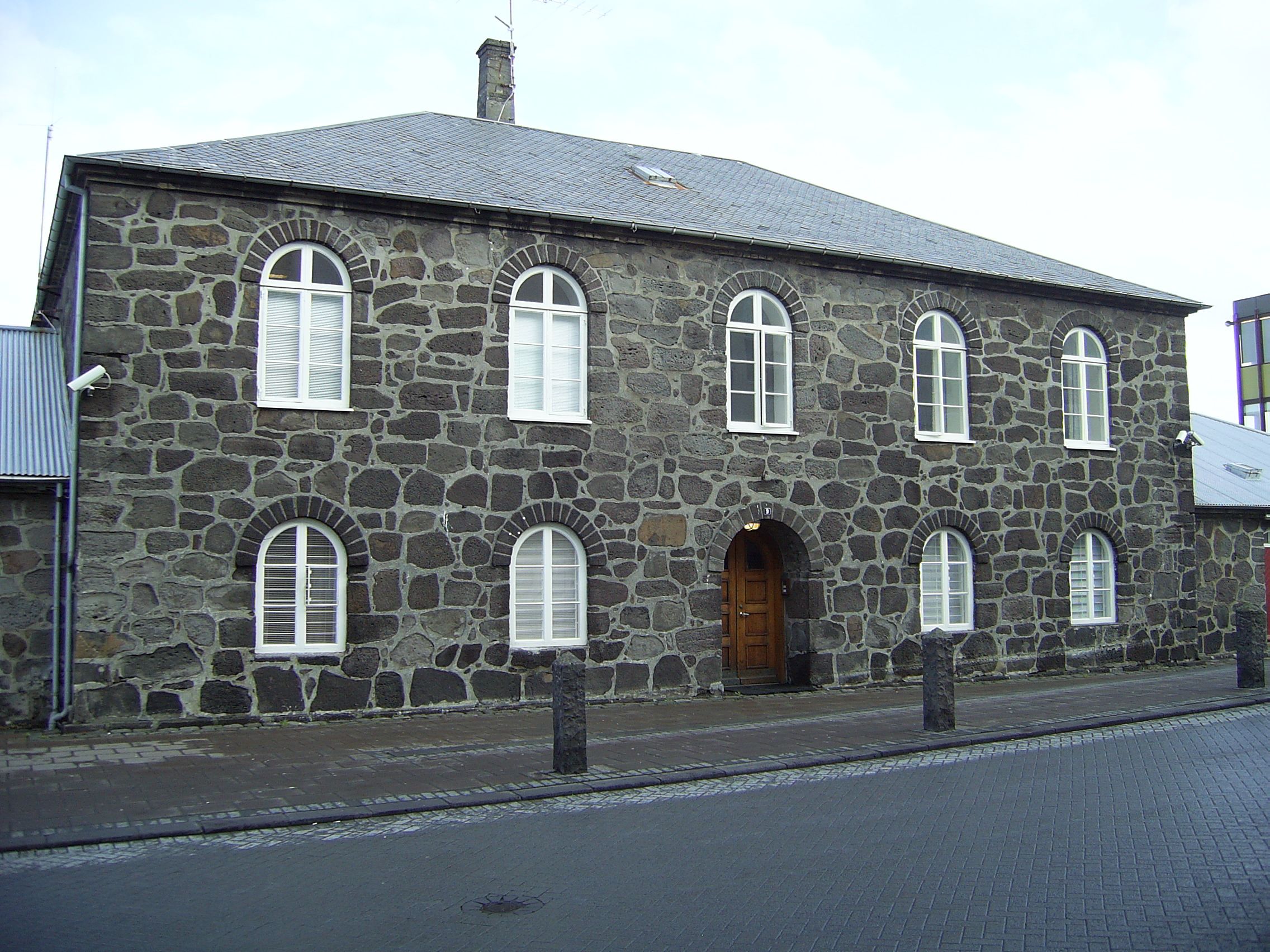
Het Hegningarhúsið in Reykjavík

Hegningarhúsið ("Het strafhuis") is de oudste gevangenis van IJsland en stamt uit 1874. Door zijn gedateerde ontwerp en bouw is deze gevangenis niet meer geschikt om als zodanig gebruikt te worden. Zo is de luchtplaats voor gevangenen bijvoorbeeld een klein binnenplaatsje en hebben de cellen geen eigen toilet of wastafel.
Hegningarhúsið kan in totaal 16 personen huisvesten. Het wordt nu onder andere door justitie gebruikt als onderzoeks- en verhoorruimte en hier vanuit worden gevangenen naar gevangenissen elders in IJsland gestuurd. Sommige gevangenen die slechts een korte tijd hoeven te zitten, worden soms in het Hegningarhúsið ondergebracht.
Het Hegningarhúsið is aan de Skólavörðustigur gelegen, een van de belangrijkste winkelstraten in het centrum van Reykjavík.

## Referentie
- Hegningarhúsið (IJslands)